# Australian Open 2012 - Doppio femminile in carrozzina
Esther Vergeer e Sharon Walraven erano le detentrici del titolo e si sono confermate sconfiggendo in finale Aniek van Koot e Marjolein Buis per 4-6, 6-2, 6-4.

## Teste di serie
1. Esther Vergeer /  Sharon Walraven (campionesse)
2. Aniek van Koot /  Marjolein Buis (finale)

## Tabellone

### Legenda
| - Q = Qualificato - WC = Wild card - LL = Lucky loser | - ALT = Alternate - SE = Special Exempt - PR = Protected Ranking | - w/o = Walkover - r = Ritirato - d = Squalificato |

### Finali
|  | Semifinali | Semifinali                      | Semifinali                      | Semifinali | Semifinali |  |  | Finale | Finale                         | Finale | Finale | Finale |  |
|  |            |                                 |                                 |            |            |  |  |        |                                |        |        |        |  |
|  | 1          | Esther Vergeer Sharon Walraven  | Esther Vergeer Sharon Walraven  | 6          | 6          |  |  |        |                                |        |        |        |  |
|  |            | Sabine Ellerbrock Yui Kamiji    | Sabine Ellerbrock Yui Kamiji    | 1          | 1          |  |  | 1      | Esther Vergeer Sharon Walraven | 4      | 6      | 6      |  |
|  |            | Annick Sevenans Daniela di Toro | Annick Sevenans Daniela di Toro | 2          | 3          |  |  | 2      | Aniek van Koot Marjolein Buis  | 6      | 2      | 4      |  |
|  | 2          | Aniek van Koot Marjolein Buis   | Aniek van Koot Marjolein Buis   | 6          | 6          |  |  |        |                                |        |        |        |  |